# Sedum versadense
Sedum versadense är en fetbladsväxtart som beskrevs av C. H. Thompson. Sedum versadense ingår i Fetknoppssläktet som ingår i familjen fetbladsväxter. Utöver nominatformen finns också underarten S. v. villadioides.